# Sant'Angelo Lodigiano
Sant'Angelo Lodigiano es una localidad y comune italiana de la provincia de Lodi, región de Lombardía, con 13.313 habitantes.
Por el territorio de esta comuna discurre parte del río Lambro

## Santangiolinos destacados
| - Mario Beccaria: alcalde y político Demócrata Cristiano - Francisca Javiera Cabrini: monja canonizada - Vittorio Gallinari: exjugador de baloncesto - Alessandro Matri: futbolista - Danilo Gallinari: jugador de baloncesto, hijo de Vittorio | - Bettino Craxi: político Socialista |

## Evolución demográfica
| Gráfica de evolución demográfica de Sant'Angelo Lodigiano entre 1861 y 2001 |
|                                                                             |
| Fuente ISTAT - elaboración gráfica de Wikipedia                             |